# Simon de Colines
Simon de Colines (* in Gentilly in der Nähe von Paris oder aus Pont-de-Colines in der alten Picardie; † vermutlich 1546) war ein französischer Graveur und Drucker, der im 16. Jahrhundert die Typografie in Frankreich nach italienischem Vorbild erneuerte.

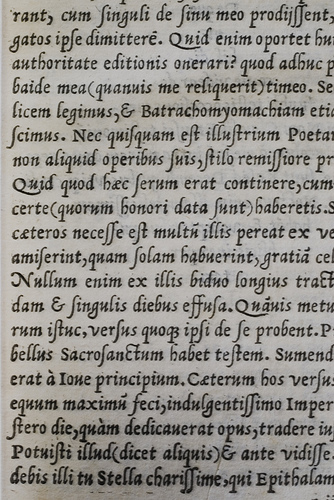
A stella. Seite aus den Silvae des Publius Papinius Statius, gedruckt von Simon de Colines, Paris 1530

## Leben
Simon de Colines' genaue Herkunft ist unbekannt; er stammte entweder aus Gentilly in der Nähe von Paris oder aus Pont-de-Colines in der alten Picardie. In den Jahren zwischen 1520 und 1546 war er in Paris als Buchdrucker tätig. Er war Mitarbeiter von Henri Estienne d. Ä. (* 1470) gewesen, dessen Teilhaber und Erbe er wurde. Nach Estiennes Tod im Jahre 1520 übernahm er dessen Offizin und heiratete Estiennes Witwe Guyonne Viart, die vormalige Witwe des Pariser Druckers Jean Higman.
Simon de Colines hatte als Formschneider von Stempeln und Drucktypen begonnen, als Drucker entwickelte er wie Geoffroy Tory und Claude Garamond eine als besonders elegant angesehene Antiqua. Ziel war es, das Schriftbild aus seinen traditionellen, nach dem Muster mittelalterlicher Handschriften geprägten Beschränkungen, zu lösen. Er machte in Frankreich die italienischen Drucktypen, vor allem auch deren Kursive, populär. Nach dem Vorbild des Italieners Aldus Manutius brachte Simon de Colines die Texte der antiken Klassiker für die Studenten im Taschenformat heraus.